# ویلهلم بجرکنس
ویلهلم بجرکنس (انگلیسی: Vilhelm Bjerknes؛ زاده ۱۴ مارس ۱۸۶۲ – درگذشته ۹ آوریل ۱۹۵۱) یک دانشمند در زمینه فیزیک‌دان و هواشناسی اهل نروژ بود.